# Otrčkovec
Otrčkovec is een plaats in de gemeente Bedenica in de Kroatische provincie Zagreb. De plaats telt 45 inwoners (2001).